# Dessewffy-kastély (Tiszavasvári)
A Dessewffy-kastély egy klasszicista stílusban épült 19. századi kastély, mely a Szabolcs-Szatmár-Bereg vármegyei Tiszavasvári településen található. A kastélyt a Dessewffy család építtette 1820 körül. Az 1850-es, illetve az 1870-es években két komolyabb átalakításon ment át, mire elnyerte mai alakját. Az épületben napjainkban a Tiszavasvári Vasvári Pál Középiskola és Szakiskola kollégiuma működik. A műemléki védelem alá tartozó kastély a Nyíregyháza Megyei és Körzeti Földhivatal fennhatósága alá tartozik, azonosító száma 8499.
Az épületegyüttes és a hozzá tartozó kastélypark a Tiszavasvári, Petőfi utca 1. szám alatt található, közvetlenül a 36-os főút (Petőfi utca − Kossuth Lajos utca) és a 3502-es út (Kabay János utca) szétágazása közelében, attól néhány lépésre délkeleti irányban.

## Története
A klasszicista építészeti stílusban emelt földszintes kastélyt a Dessewffy család építtette 1820 környékén egy tatár juharos lösztölgyes irtványának helyére. A jelenleg álló kastély magvát képező épületet, valamint a középen elhelyezkedő földszintes részt és a két szélen található rizalitot a család egyik tagja, Dessewffy József (1771–1843) akadémikus országgyűlési követ, publicista, költő építtette fel. A gróf barátságban állt a kor kiemelkedő nyelvújítójával, Kazinczy Ferenccel, aminek köszönhetően az író többször megfordult ezen a helyen. A gróf felesége 1833-ban egy kápolnát is állíttatott az épület közvetlen közelében, amelyet később egy íves szárnyépület kialakításával hozzákapcsoltak az épülethez, így a Dessewffy-kastély építésének munkálatai végül 1934-ben teljes mértékben befejeződtek. A család a felépítést követően nyári lakként használta az épületet.
A kastély a 19. század közepén, amikor Dessewffy Emil (1814–1866) akadémikus újságíró tulajdonában állt, komoly bővítésen esett át, amelynek során az építmény jobb oldalon elhelyezkedő részéhez egyemeletes sarokpavilonokat csatoltak hozzá. 1870 környékén –, amikor  Dessewffy Aurél (1846–1928) akadémikus országbíró volt a kastély birtokosa, – került sor az épület második, egyben utolsó nagyobb szabású átalakítására. Tulajdonképpen a kastély ennek az emeletráépítéssel járó bővítésnek köszönhetően nyerte el napjainkban is látható alakját.
A második világháború idején a kastély akkori ura, gróf Dessewffy István német repülőtiszteket látott vendégül az épületben. A felszabadulás után, 1946. február 20-án a Földművelésügyi Minisztérium hatáskörében gazdaképző tanfolyam indult a kastélyban. 1968-ig a kastélyban mezőgazdasági szakiskola és szakmunkásképző intézet működött, aminek keretén belül többek között diákotthon is helyet kapott. 1971. június 4-én a diákotthon elnyerte a kollégium címet, azóta a kastély 48 szobás épületének falai között a Tiszavasvári Vasvári Pál Középiskola és Szakiskola kollégiuma működik. A kastélypark főbejáratával szemben védett területre figyelmeztető tábla található.

## Leírása

### Építészeti jellemzők
A kastély bejárata a főtömb tengelyéből erőteljesen kiugró timpanonnal záródik le. A bejárat egy nagyméretű, felülvilágítós kétszárnyú faajtón nyílik, egy 6 darab négyzetes hasáboszlop által tartott, síkmennyezettel rendelkező kocsialáhajtó segítségével. A faajtó két oldalán az egész épületre jellemző két-két egyenes záródású ablak helyezkedik el, melyek egy lizénák által keretezett fatükörben nyílnak. Felettük stukkós kördíszítés található. A főtömb két végén kiugró sarokrizalitok vannak, melyeknek karcolt kváderes sarokpillérei között egy-egy oromdíszes vakolt félköríves ablak nyílik szárnyanként. Az épület főtömbje 1-5, míg a kocsialáhajtó 5-1 tengelyes.
A főtömbhöz egy ívelt vonalú, befelé hajló szárnyrész is csatlakozik, ami balról egy szinttel, jobbról két szinttel rendelkezik. Az egyenes záródású ablakokat ezen a helyen több lizénapár keretezi. A jobb szárny emeleti szintjén több kisebb ablak nyílik, amik alkalmazkodnak a csökkentett belmagassághoz. A kétszintes épületek sarokpavilonként csatlakoznak az ívvel ellátott szárnyrészekhez. Ezek tengelyében kőkeretes, portikusz bejáratok találhatóak, melyek két oldalán egy-egy egyenes záródású, míg felettük, az emeleten falpilaszterek között három-három hasonló ablak nyílik.
Az épületnek a kert felől elhelyezkedő déli homlokzatának tengelyében egy középrizalit ugrik ki, ennek timpanonos lezárású teraszépítményét két darab hasáb-, valamint négy darab hengeres dór oszlop tartja. Ezen a helyen egy kevésbé hangsúlyos helyzetben lévő sarokrizalit és homlokzati tagolás jelzi az építmény főtömbjének és szárnyainak elválását. A kváderes falpilaszterek között több egyenes záródású, körstukkós díszítéssel ellátott ablak nyílik. A főtömb lezáródását mindkét oldalán erőteljes párkányzat emeli ki. Összetett konyolt és oromzatos nyeregtetejét cserépbontás fedi.

### A kastélypark
A kastély körül két hektár kiterjedésű angol stílusú park helyezkedik el, melyhez korábban a kerítésen kívül erdő is kapcsolódott. Az erdő napjainkra már nem létezik, annak ellenére, hogy 1977-ben a területet védetté nyilvánították. A kerítésen belül található parkot a második világháború után bekövetkező zűrzavaros viszonyok jelentősen megviselték, azonban a környéken ma is található néhány fontosabb fafajta, mint az 1,5 méter törzsátmérővel rendelkező vörös tölgy, a vérbükk, több szelídgesztenye és vadgesztenye, valamint a keleti juhar néhány példánya. A fenyőfélék közül a parkban többek közt megtalálható a simafenyő, az erdeifenyő és a vörösfenyő, de több páfrányfenyő és közönséges tiszafa is él a területen.